# 赫拉德·凯姆克斯
赫拉德·凯姆克斯（荷蘭語：Gerard Kemkers，1967年3月8日—），荷兰男子速度滑冰运动员。他曾代表荷兰参加1988年冬季奥林匹克运动会速度滑冰比赛，获得男子5000米铜牌。